# Franck Leblanc
Franck Leblanc, född 9 november 1971, är en fransk travtränare och före detta travkusk och montéryttare. Han har tränat hästar som Up And Quick, Scipion du Goutier, Anna Mix, Erminig d'Oliverie, Freeman de Houelle, Happy And Lucky, Hooker Berry, Ibiki de Houelle. Som tränare har han vunnit över 2450 lopp och som kusk över 400 lopp.

## Karriär
Franck Leblanc blev lärling vid 21 års ålder för att sedan starta sin egen tränarrörelse i början av 2000. Leblanc fick snabba framgångar som egen tränare, främst tack vare hästar som Up And Quick, Scipion du Goutier och Anna Mix.
Leblanc samarbetar ofta med kuskar som Jean-Michel Bazire, Éric Raffin, Adrien Lamy och Franck Nivard.

## Större segrar i urval
| År   | Lopp                               | Häst               | Kusk               | Grupp   |
| ---- | ---------------------------------- | ------------------ | ------------------ | ------- |
| 2004 | Kymi Grand Prix                    | Kart de Baudrairie | Jean-Michel Bazire | Grupp 1 |
| 2005 | Finlandialoppet                    | Kart de Baudrairie | Jean-Michel Bazire | Grupp 1 |
| 2008 | Prix de Vincennes                  | Rêve des Vallées   | Franck Nivard      | Grupp 1 |
| 2009 | Prix d'Essai                       | Scipion du Goutier | Franck Nivard      | Grupp 1 |
| 2009 | Prix des Élites                    | Scipion du Goutier | Franck Nivard      | Grupp 1 |
| 2009 | Prix de Vincennes                  | Scipion du Goutier | Franck Nivard      | Grupp 1 |
| 2010 | Prix du Président de la République | Scipion du Goutier | Franck Nivard      | Grupp 1 |
| 2010 | Prix des Centaures                 | Scipion du Goutier | Franck Nivard      | Grupp 1 |
| 2011 | Prix du Président de la République | Tango Quick        | Franck Nivard      | Grupp 1 |
| 2011 | Prix de Normandie                  | Save the Quick     | Éric Raffin        | Grupp 1 |
| 2011 | Critérium des 3 ans                | Unique Quick       | Franck Leblanc     | Grupp 1 |
| 2011 | Prix des Centaures                 | Scipion du Goutier | Franck Nivard      | Grupp 1 |
| 2011 | Prix de Vincennes                  | Utoky              | Franck Nivard      | Grupp 1 |
| 2012 | Prix de Cornulier                  | Quif de Villeneuve | Yoann Lebourgeois  | Grupp 1 |
| 2012 | Prix de l'Île-de-France            | Tango Quick        | Franck Nivard      | Grupp 1 |
| 2012 | Prix du Président de la République | Utoky              | Franck Nivard      | Grupp 1 |
| 2012 | Critérium des 4 ans                | Unique Quick       | Franck Leblanc     | Grupp 1 |
| 2012 | Prix de Sélection                  | Unique Quick       | Franck Leblanc     | Grupp 1 |
| 2013 | Critérium des 5 ans                | Up And Quick       | Jean-Michel Bazire | Grupp 1 |
| 2014 | Prix de Paris                      | Up And Quick       | Jean-Michel Bazire | Grupp 1 |
| 2015 | Prix d'Amérique                    | Up And Quick       | Jean-Michel Bazire | Grupp 1 |
| 2015 | Prix de Paris                      | Up And Quick       | Jean-Michel Bazire | Grupp 1 |
| 2015 | Critérium des Jeunes               | Coquin Bébé        | Jean-Michel Bazire | Grupp 1 |
| 2015 | Europeiskt treåringschampionat     | Coquin Bébé        | Jean-Michel Bazire | Grupp 1 |
| 2017 | Critérium des 3 ans                | Erminig d'Oliverie | Franck Nivard      | Grupp 1 |
| 2018 | Prix du Président de la République | Éladora de Forgan  | Franck Nivard      | Grupp 1 |
| 2018 | Prix des Élites                    | Éladora de Forgan  | Franck Nivard      | Grupp 1 |
| 2020 | Prix de Vincennes                  | Helitloppet        | Adrien Lamy        | Grupp 1 |
| 2020 | Saint–Léger des Trotteurs          | Hopla des Louanges | Adrien Lamy        | Grupp 1 |
| 2022 | Prix de l'Île-de-France            | Freeman de Houelle | Éric Raffin        | Grupp 1 |
| 2022 | Prix de Normandie                  | Happy And Lucky    | Adrien Lamy        | Grupp 1 |